# Права на човека
Правата на човека са морални принципи и социални норми, които задават определени стандарти на човешко поведение и са защитени като законови права от местното и международно право. Те имат законов статут на неотменими, основни права, които „всяка личност притежава по рождение, само защото тя или той е човешко същество“, и които са „присъщи на всички човешки същества“, независимо от тяхната възраст, етнически произход, местоположение, език, религия, етническа принадлежност или някакъв друг статус. Те са приложими навсякъде и по всяко време и затова са универсални, и са егалитарни в смисъл, че са еднакви за всеки човек. Изискват съчувствие и върховенство на закона и налагат на всяка личност задължението да уважава правата на другите хора. Те не трябва да се отнемат, освен в резултат на справедлив процес и въз основа на конкретни обстоятелства. Например, правата на човека могат да включват свобода от незаконно задържане, мъчения или екзекуция.
Доктрината за правата на човека е крайъгълен камък на съвременната световна политика, оказвайки значително влияние върху международните отношения, международното право, дейността на глобалните и регионални институции, политиката на отделните държави и работата на неправителствените организации. Въпреки това тя продължава да предизвиква значителен скептицизъм, както и спорове за обхвата, характера и оправдаността на човешките права. Точното значение на термина „права“ е противоречиво и е предмет на продължаващи философски спорове. Макар да има консенсус, че правата на човека включват широк кръг права, като правото на справедлив процес, защитата от робство, забраната на геноцида, свободата на словото или правото на образование, няма съгласие кои от тези конкретни права трябва да бъдат включени в общата рамка на правата на човека. Според някои автори дефиницията на правата на човека трябва да е относително тясна, за да се предотвратят най-тежките нарушения, докато други се застъпват за по-високи изисквания.
Идеята за правата на човека се развива едва в последните няколко столетия, докато правната система преди това се основава на „сложни системи от задължения... представи за справедливост, политическа легитимност и човешко благоденствие“, която е изцяло независима от концепцията за права на човека. Неин предшественик е идеята за естествените права, която води началото си от средновековната школа на естественото право, придобива известност в епохата на Просвещението с работите на философи като Джон Лок, Франсис Хътчисън и Жан-Жак Бюрламаки и играе важна роля в политическия дебат на Американската и Френската революция в края на XVIII век. На тази основа през втората половина на XX век се развива съвременната система на правата на човека, като подтик за това дават насилията на Втората световна война и Холокоста. Кулминация на процеса е приемането на Всеобщата декларация за правата на човека от Общото събрание на Организацията на обединените нации в Париж през 1948 г.
| „                                                                                         | Всички хора се раждат свободни и равни по достойнство и права. Те са надарени с разум и съвест и следва да се отнасят помежду си в дух на братство. | “ |
| Член 1 на Всеобщата декларация за правата на човека на Организацията на обединените нации | |   |

Темата се изучава в училищата чрез образование за човешките права.

## История

### Предистория
Въпреки че идеите за права и свободи присъстват под една или друга форма през по-голямата част от историята на човечеството, те се различават значително от съвременната представа за правата на човека. Според Джак Донъли в древния свят „традиционните общества обикновено имат сложни системи от задължения... представи за справедливост, политическа легитимност и човешко благоденствие, които целят да постигнат човешко достойнство, благоденствие или благосъстояние напълно независимо от правата на човека. Тези институции и практики са алтернативи, а не различни формулировки на правата на човека.“
Концепцията за универсални права на човека не е позната в древните цивилизации, като Древна Гърция, Древен Рим, Древна Индия, Древен Китай. Така например, в тях робството е приемано за естествено състояние. Макар корените на идеята за права на човека да могат да се проследят до стари документи, като Конституцията на Медина (622 г.), „Рисала ал-Хукук“ (659 – 713 г.) или „Магна Харта“, средновековните харти не дават универсални гаранции за правата на човека, а представляват ограничени правни споразумения, отговарящи на изискванията на конкретна политическа ситуация. Самото понятие за права в различните езици не съществува преди 1400 г.

### XVI – XVIII век
Коренът на съвременната представа за правата на човека може да бъде проследен до новата европейска история – Ренесанса и Реформацията, съпътствани от отслабването на феодалния авторитаризъм и религиозния консерватизъм в някои части на Западна Европа. Някои изследователи свързват този процес със секуларизацията на юдео-християнската етика, докато други подчертават връзката му с формирането на съвременната концепция за гражданство. Обявените през 1525 г. Дванадесет искания на селяните в началото на Селската война в Централна Европа понякога са определяни като първото прокламиране на идеята за правата на човека.
Сред първите опити за теоретично обосноваване на идеята за универсални права на човека са размишленията на испански духовници от средата на XVI век, като Франсиско де Витория и Бартоломе де лас Касас, за правата на местните жители на Америка. По време на известния Валядолидски дебат Хуан Хинес де Сепулведа, който поддържа аристотелианския възглед за естественото разделение на човечеството на класи с различно достойнство, спори с Лас Касас, който се застъпва за равни права и свобода от робство за всички хора, независимо от тяхната раса или религия.
През XVII век английският философ Джон Лок разглежда естествените права, определяйки ги като „живот, свобода и собственост“, и твърди, че такива фундаментални права не могат да бъдат отстъпвани чрез обществения договор. През 1689 г. Законът за правата в Англия и Претенцията за право в Шотландия поставят извън закона определен кръг от действия на властите срещу техните поданици. Първото известно използване на термина „права на човека“ е от 1742 г., като той ще се наложи в широка употреба в началото на XIX век.
В края на XVIII век Американската (1776 г.) и Френската революция (1789 г.) водят до провъзгласяването на Декларацията за независимостта на Съединените щати и френската Декларация за правата на човека и гражданина, които формулират определени лични законово установени права. Освен това Вирджинската декларация за правата от 1776 г. узаконява и някои основни граждански права и свободи. Тези първи прокламации на идеята за универсални права на човека са съпъствани от разработването на тази концепция от философи, като Томас Пейн, Джон Стюарт Мил и Георг Вилхелм Фридрих Хегел.

Ние смятаме тези истини за очевидни – че всички хора са създадени равни, че те са надарени от техния Създател с определени неотменими права, че сред тях са животът, свободата и преследването на щастие
—Декларация за независимостта на Съединените щати, 1776

### XIX век
През XIX век правата на човека се превръщат в централен проблем във връзка със споровете около робството. Общественици, като британския депутат Уилям Уилбърфорс, се застъпват за забрана на трансатлантическата търговия с роби и за премахване на робството. Търговията с роби е забранена в Британската империя през 1807 г. и през следващите години е наложена от британския флот и на другите страни, а през 1833 г. в Британската империя е премахнато робството. В Съединените щати робството е премахнато на север между 1777 и 1804 г., но се запазва в южните щати, като конфликтът между двете страни довежда до Американската гражданска война, последвана от промени в конституцията, забраняващи робството осигуряващи равни граждански и политически права на всички жители на страната. През 1861 г. в Русия е премахнато крепостничеството, макар че освободените крепостни не получават свобода на движение в страната. До края на века робството е премахнато в повечето страни по света, като малкото останали са главно в Азия.
Стъпка в посока на утвърждаването на универсални права на човека в международното право е създаването на Международния червен кръст и подписването на Женевските конвенции след 1864 г., които стават основа на международното хуманитарно право.

### XX век
Първата и Втората световна война и свързаните с тях огромни загуби на човешки живот и мащабни нарушения на правата на човека стимулират развитието на съвременните механизми за поддържане на правата на човека. Обществото на народите, създадено през 1919 г., има за цел разоръжаването, предотвратяването на войните чрез системи за колективна сигурност, уреждане на споровете между държавите чрез преговори и дипломация и повишаване на световното благоденствие. В неговата учредителна харта е включено и правото да допринася за разпространението на много от съвременните права на човека.
След Втората световна война функциите на Обществото на народите са поети от Организацията на обединените нации. Още от своето основаване тя играе важна роля в международното право, свързано с правата на човека. Организацията и нейните членове създават основната част от днешното международно хуманитарно право и международно право по правата на човека. Темата за правата на човека придобива по-голяма тежест през следващите десетилетия, тъй като е използвана като средство за дипломатически натиск, както от либерално-демократични, така и от социалистически и постколониални позиции.

## Философия и критика
Философията на правата на човека е дял на философията, изследващ основите на концепцията за права на човека и разглеждащ критично нейното съдържание и оправданост. Съществуват няколко теоретични подхода, обясняващи как и защо правата на човека са се превърнали в част от обществените очаквания.
Една от първите западни философии на човешките права е, че те са продукт на естественото право, произтичащо от различни философски или религиозни основания. Според други теории, като тази на Дейвид Хюм, правата на човека кодифицират етично поведение, което социален продукт, формиран в процеса на биологичната и обществена еволюция. Те са описвани и като социологическа схема за дефиниране на правила, например в социологическата теория на Макс Вебер. Тези подходи изхождат от предпоставката, че индивидите в обществото приемат правила от легитимна власт в замяна на сигурност и стопански предимства, формирайки обществен договор. Двете теории, преобладаващи в съвременните дискусии на правата на човека, са теорията на интереса и теорията на волята. Според теорията на интереса основната функция на човешките права е да защитава и насърчана определени основни човешки интереси, докато теорията на волята се стреми да обоснове валидността им с уникалната човешка способност на свобода.
Философската критика на правата на човека е насочена в две главни направления – отхвърляне на тяхната универсалност и отхричане на техните обективни основания. Критиката на универсалността на човешките права изхожда от позициите на моралния релативизъм, според който моралът зависи от конкретните социални и културни обстоятелства в дадено общество, следователно налагането на универсални парвни и етични принципи може да наруши неговата традиционна структура.
Епистемологичната критика на идеята за човешки права изхожда от предпоставката, че всяка етическа доктрина по необходимост е субективна и няма обективни основания. По тази причина правата на човека не са рационално защитими, а се основават на емоции, като съчувствието към другите. Този подход води началото си от Дейвид Хюм и е защитаван в по-ново време от автори като Чарлз Стивънсън, Лудвиг Витгенщайн, Джон Лесли Маки и Ричард Рорти.

## Международна защита
Зверствата по време на Втората световна война създават атмосфера на засилена загриженост за обществената и правна защита на правата на човека като фундаментални свободи. Създаването на Организацията на обединените нации (ООН) и текстовете на нейната Харта стават основата на сложна система от международни норми и практики за защита на човешките права. Новооформеното международно право за правата на човека представлява свързана система от конвенции, договори, организации и политически органи, а не една-единствена институция и набор от закони.

### Харта на Обединените нации
Текстовете на Хартата на Обединените нации са в основата на развитието на международната защита на правата на човека. Още нейният преамбюл заявява, че членовете на организацията препотвърждават своята „вяра в основните права на човека, в достойнството и ценността на човешката личност, в равноправието на мъжете и жените“, а член 1(3) постановява, че една от задачите на ООН е „да постига международното сътрудничество при разрешаване на международните проблеми от икономическо, социално, културно или хуманитарно естество, както и при развиване и насърчаване зачитането правата на човека и основните свободи за всички, без разлика на раса, пол, език или вероизповедание.“ Според член 55:
С цел да се създадат условия за стабилност и благоденствие, необходими за мирните и приятелски отношения между народите, основани на зачитане принципа на равноправието и самоопределението на народите, Организацията на Обединените нации ще съдейства:
...
в) за всеобщо зачитане и спазване правата на човека и основните свободи за всички без разлика на раса, пол, език или вероизповедание.
От особено значение е член 56 на Хартата: „Всички членове се задължават да предприемат съвместни и самостоятелни действия в сътрудничество с организациите за постигане на целите, изложени в член 55.“ Това е обвързваща договорна клауза, приложимо както към ООН, така и към нейните членове, и се разглежда като правно задължение на членовете на ООН. Като цяло споменаванията на правата на човека в Хартата са общи и неконкретни – тя не съдържа специфични законови права, нито дефинира процедури за защитата им. Въпреки това значението на прокламирането на правата на човека в основополагащия документ на ООН не трябва да се подценява – той е основата за развитието на широк спектър от декларации, договори, механизми за прилагане и налагане, органи на ООН, комитети и доклади за защитата на правата на човека.

### Всеобща декларация за правата на човека
Всеобщата декларация за правата на човека е приета от Общото събрание на ООН през 1948 г. Тя се разглежда като забележително изявление на международното право и връхна точка на столетия разсъждения както в светски, така и в религиозен контекст. Макар Всеобщата декларация да е необвързваща резолюция, някои автори смятат, че днес тя е придобила силата на международно обичайно право. Декларацията насърчава държавите членки да поощряват определени човешки, граждански, икономически и социални права, определяйки ги като част от „основа на свободата, справедливостта и мира в света“. Тя е първият международноправен опит за ограничаване на поведението на държавите и за вменяването им на задължения към техните граждани.
...признаването на достойнството, присъщо на всички членове на човешкия род, на техните равни и неотменими права представлява основа на свободата, справедливостта и мира в света.
Всеобщата декларация за правата на човека е съставена от Комисията за правата на човека, оглавявана от американката Елинор Рузвелт, която през 1947 г.  започва обсъжданията на Международен закон за правата. Членовете на Комисията не стигат лесно до съгласие за формата на документа и дали и как той трябва да бъде наложен, затова тя се фокусира върху Всеобщата декларация и съпътстващите я договори. Канадецът Джон Питърс Хъмфри и французинът Рене Касен са натоварени съответно с междунационалните проучвания и със структурата на документа, като членовете на декларацията интерпретират общите принципи от преамбюла. Документът е структуриран от Касен, така че да включва базовите принципи на достойнство, свобода, равенство и братство в първите два члена, последвани от правата, принадлежащи на индивидите; правата на индивидите по отношение един на друг и на групите от хора; духовните, обществени и политически права; и стопанските, социални и културни права. Според Касен последните три члена поставят правата в контекста на ограниченията, задълженията и социалния и политически ред, в който те трябва да се реализират. Намерението на Хъмфри и Касен е правата от Всеобщата декларация да бъдат налагани юридически чрез определени средства, както личи от третата клауза на преамбюла:
необходимо [е] правата на човека да бъдат закриляни от закона така, че човек да не бъде принуждаван да прибягва към бунт срещу тиранията и потисничеството, като последен изход.